# Athlétisme aux Jeux olympiques d'été de 1980
Pour des articles plus généraux, voir Jeux olympiques d'été de 1980 et Athlétisme aux Jeux olympiques.
Navigation
Les épreuves d'athlétisme des Jeux olympiques d'été de 1980 ont eu lieu du 24 juillet au 1er août 1980 au Stade Loujniki de Moscou, en URSS. 959 athlètes issus de 70 nations ont pris part aux 38 épreuves du programme (14 féminines et 24 masculines).

## Faits marquants
- Le boycott des Jeux olympiques d'été de 1980 par les États-Unis et d'autres pays ont fortement influencé les épreuves d'athlétisme, en particulier les épreuves de sprint.
- Gerd Wessig a remporté la médaille d'or du saut en hauteur, tout en battant le record du monde[1].
- Les athlètes britanniques s'illustrent dans les épreuves de demi-fond : Steve Ovett remporte le 800 m et Sebastian Coe le 1 500 m.
- L'Éthiopien Miruts Yifter réussit le doublé aux 5 000 m et 10 000 m (les coureurs kényans étaient absents pour cause de boycott des jeux).
- L'Allemand de l'Est Waldemar Cierpinski et le Soviétique Youri Sedykh conservent le titre qu'ils ont acquis lors des Jeux olympiques d'été de 1976, respectivement au marathon et au lancer du marteau.
- Le Polonais Władysław Kozakiewicz remporte le concours de saut à la perche et bat le record du monde. Après sa performance, il salue le public, particulièrement odieux envers les sauteurs étrangers, d'un bras d'honneur.

## Résultats

### Hommes
| Épreuves | Or                                                                                             | Argent                                                                                | Bronze                                                                          |
| --- | ---------------------------------------------------------------------------------------------- | ------------------------------------------------------------------------------------- | ------------------------------------------------------------------------------- |
| 100 m détails | Allan Wells (GBR) 10 s 25                                                                      | Silvio Leonard (CUB) 10 s 25                                                          | Petar Petrov (BUL) 10 s 39                                                      |
| 200 m détails | Pietro Mennea (ITA) 20 s 19                                                                    | Allan Wells (GBR) 20 s 21                                                             | Don Quarrie (JAM) 20 s 29                                                       |
| 400 m détails | Viktor Markin (URS) 44 s 60                                                                    | Rick Mitchell (AUS) 44 s 84                                                           | Frank Schaffer (GDR) 44 s 87                                                    |
| 800 m détails | Steve Ovett (GBR) 1 min 45 s 40                                                                | Sebastian Coe (GBR) 1 min 45 s 85                                                     | Nikolay Kirov (URS) 1 min 45 s 94                                               |
| 1 500 m détails | Sebastian Coe (GBR) 3 min 38 s 40                                                              | Jurgen Straub (GDR) 3 min 38 s 80                                                     | Steve Ovett (GBR) 3 min 38 s 99                                                 |
| 5 000 m détails | Miruts Yifter (ETH) 13 min 20 s 91                                                             | Suleiman Nyambui (TAN) 13 min 21 s 60                                                 | Kaarlo Maaninka (FIN) 13 min 22 s 00                                            |
| 10 000 m détails | Miruts Yifter (ETH) 27 min 42 s 69                                                             | Kaarlo Maaninka (FIN) 27 min 44 s 28                                                  | Mohammed Kedir (ETH) 27 min 44 s 64                                             |
| Marathon détails | Waldemar Cierpinski (GDR) 2 h 11 min 03                                                        | Gerard Nijboer (NED) 2 h 11 min 20                                                    | Satymkul Jumanazarov (URS) 2 h 11 min 35                                        |
| 110 m haies détails | Thomas Munkelt (GDR) 13 s 39                                                                   | Alejandro Casanas (CUB) 13 s 40                                                       | Aleksandr Puchkov (URS) 13 s 44                                                 |
| 400 m haies détails | Volker Beck Allemagne de l'Est 48 s 70                                                         | Vasili Arkhipenko (URS) 48 s 86                                                       | Gary Oakes (GBR) 49 s 11                                                        |
| 3 000 m steeple détails | Bronisław Malinowski Pologne 8 min 09 s 7                                                      | Filbert Bayi (TAN) 8 min 12 s 5                                                       | Eshetu Tura (ETH) 8 min 13 s 6                                                  |
| 4 × 100 m détails | Union soviétique Vladimir Muravyov Nikolay Sidorov Andreï Prokofiev Aleksandr Aksinin 38 s 26  | Pologne Zenon Licznerski Leszek Dunecki Marian Woronin Krzysztof Zwolinski 38 s 33    | France Patrick Barré Pascal Barré Hermann Panzo Antoine Richard 38 s 53         |
| 4 × 400 m détails | Union soviétique Viktor Markin Remigijus Valiulis Mikhail Linge Nikolay Chernetsky 3 min 1 s 1 | Allemagne de l'Est Klaus Thiele Andreas Knebel Frank Schaffer Volker Beck 3 min 1 s 3 | Italie Roberto Tozzi Mauro Zuliani Stefano Malinverni Pietro Mennea 3 min 4 s 3 |
| 20 km marche détails | Maurizio Damilano (ITA) 1 h 23 min 35 s 5 (OR)                                                 | Pyotr Pochynchuk (URS) 1 h 24 min 45 s 4                                              | Roland Wieser (GDR) 1 h 25 min 58 s 2                                           |
| 50 km marche détails | Hartwig Gauder (GDR) 3 h 49 min 24 s (OR)                                                      | Jorge Llopart (ESP) 3 h 51 min 25 s                                                   | Yevhen Ivchenko (URS) 3 h 56 min 32 s                                           |
| Saut en longueur détails | Lutz Dombrowski (GDR) 8,54 m                                                                   | Frank Paschek (GDR) 8,21 m                                                            | Valeriy Pidluzhnyy (URS) 8,18 m                                                 |
| Triple saut détails | Jaak Uudmäe (URS) 17,35 m                                                                      | Viktor Saneïev (URS) 17,24 m                                                          | Joao Carlos de Oliveira (BRA) 17,22 m                                           |
| Saut en hauteur détails | Gerd Wessig (GDR) 2,36 m                                                                       | Jacek Wszoła (POL) 2,31 m                                                             | Jörg Freimuth (GDR) 2,31 m                                                      |
| Saut à la perche détails | Wladislaw Kozakiewicz (POL) 5,78 m                                                             | Konstantin Volkov (URS) 5,65 m                                                        |                                                                                 |
| Saut à la perche détails | Wladislaw Kozakiewicz (POL) 5,78 m                                                             | Tadeusz Slusarski (POL) 5,65 m                                                        |                                                                                 |
| Lancer du poids détails | Vladimir Kiselyov (URS) 21,35 m                                                                | Aleksandr Baryshnikov (URS) 21,08 m                                                   | Udo Beyer (GDR) 21,06 m                                                         |
| Lancer du disque détails | Viktor Rashchupkin (URS) 66,64 m                                                               | Imrich Bugar (TCH) 66,38 m                                                            | Luis Delis (CUB) 66,32 m                                                        |
| Lancer du marteau détails | Youri Sedykh (URS) 81,80 m                                                                     | Sergey Litvinov (URS) 80,64 m                                                         | Jüri Tamm (URS) 78,96 m                                                         |
| Lancer du javelot détails | Dainis Kūla Union soviétique 91,20 m                                                           | Aleksandr Makarov (URS) 89,64 m                                                       | Wolfgang Hanisch (GDR) 86,72 m                                                  |
| Décathlon détails | Daley Thompson (GBR) 8 495 pts                                                                 | Yuriy Kutsenko Union soviétique 8 331 pts                                             | Sergey Zhelanov (URS) 8 135 pts                                                 |
| Records et Performances - AR : Record continental (area record) - CR : Record des championnats (championship record) - MR : Record du meeting (meet record) - NR : Record national (national record) - OR : Record olympique (olympic record) - PR : Record paralympique (paralympic record) - PB : Record personnel (personal best) - SB : Meilleure performance personnelle de la saison (season's best) - WL : Meilleure performance mondiale de l'année (world leader) - WJR : Record du monde junior (world junior record) - WR : Record du monde (world record) Circonstances et Conditions - DNF : N'a pas terminé (did not finish) - DNS : N'a pas pris le départ (did not start) - DQ : Disqualification (disqualification) - NM : Aucun essai valable enregistré (No Mark) - Q : Qualifié « directement » au prochain tour (ou à la prochaine compétition), lors d'une compétition majeure, grâce au classement ou à la réalisation des minima (automatic qualifier) - q : Qualifié au prochain tour (ou à la prochaine compétition), lors d'une compétition majeure, grâce au repêchage ou à la réalisation de l'une des meilleures performances parmi celles des « non qualifiés directement » (grâce au meilleur temps ou à la meilleure distance par exemple) (secondary qualifier) |                                                                                                |                                                                                       |                                                                                 |

### Femmes
| Épreuves | Or                                                                                               | Argent                                                                                            | Bronze |
| --- | ------------------------------------------------------------------------------------------------ | ------------------------------------------------------------------------------------------------- | --- |
| 100 m détails | Lyudmila Kondratyeva (URS) 11 s 06                                                               | Marlies Göhr (GDR) 11 s 07                                                                        | Ingrid Auerswald (GDR) 11 s 14                                                                             |
| 200 m détails | Bärbel Wöckel (GDR) 22 s 03 (OR)                                                                 | Natalya Bochina (URS) 22 s 19                                                                     | Merlene Ottey (JAM) 22 s 20                                                                                |
| 400 m détails | Marita Koch (GDR) 48 s 88 (OR)                                                                   | Jarmila Kratochvilova (TCH) 49 s 46                                                               | Christina Lathan (GDR) 49 s 66                                                                             |
| 800 m détails | Nadiya Olizarenko (URS) 1 min 53 s 43 (WR)                                                       | Olga Mineyeva (URS) 1 min 54 s 81                                                                 | Tatyana Providokhina (URS) 1 min 55 s 46                                                                   |
| 1 500 m détails | Tatyana Kazankina (URS) 3 min 56 s 6 (OR)                                                        | Christiane Wartenberg (GDR) 3 min 57 s 8                                                          | Nadiya Olizarenko (URS) 3 min 59 s 6                                                                       |
| 100 m haies détails | Vera Komisova (URS) 12 s 56 (OR)                                                                 | Johanna Klier (GDR) 12 s 63                                                                       | Lucyna Langer (POL) 12 s 65                                                                                |
| 4 × 100 m détails | Allemagne de l'Est Romy Müller Bärbel Wöckel Ingrid Auerswald-Lange Marlies Göhr 41 s 60 (WR)    | Union soviétique Vera Komisova Lyudmila Zharkova-Maslakova Vera Anisimova Natalya Bochina 42 s 10 | Grande-Bretagne Heather Hunte-Oakes Kathy Smallwood-Cook Beverley Goddard-Callender Sonia Lannaman 42 s 43 |
| 4 × 400 m détails | Union soviétique Tetyana Prorochenko Tatyana Goistchik Nina Zyuskova Irina Nazarova 3 min 20 s 2 | Allemagne de l'Est Barbara Krug Gabriele Löwe Christina Brehmer-Lathan Marita Koch 3 min 20 s 4   | Grande-Bretagne Linsey MacDonald Michelle Probert Joslyn Hoyte-Smith Donna Hartley 3 min 27 s 5            |
| Saut en longueur détails | Tatyana Kolpakova (URS) 7,06 m                                                                   | Brigitte Wujak (GDR) 7,04 m                                                                       | Tetyana Skachko (URS) 7,01 m                                                                               |
| Saut en hauteur détails' | Sara Simeoni (ITA) 1,97 m                                                                        | Urszula Kielan (POL) 1,94 m                                                                       | Jutta Kirst (GDR) 1,94 m                                                                                   |
| Lancer du poids détails | Ilona Slupianek (GDR) 22,41 m                                                                    | Svitlana Krachevska (URS) 21,42 m                                                                 | Margitta Pufe (GDR) 21,20 m                                                                                |
| Lancer du disque détails | Evelin Jahl (GDR) 69,96 m                                                                        | Maria Vergova (BUL) 67,90 m                                                                       | Tatyana Lesovaya (URS) 67,40 m                                                                             |
| Lancer du javelot détails | Maria Colon (CUB) 68,40 m                                                                        | Saida Gunba (URS) 67,76 m                                                                         | Ute Hommola (GDR) 66,56 m                                                                                  |
| Pentathlon détails | Nadiya Tkachenko (URS) 5 083 pts                                                                 | Olga Rukavishnikova (URS) 4 937 pts                                                               | Olga Kuragina (URS) 4 875 pts                                                                              |
| Records et Performances - AR : Record continental (area record) - CR : Record des championnats (championship record) - MR : Record du meeting (meet record) - NR : Record national (national record) - OR : Record olympique (olympic record) - PR : Record paralympique (paralympic record) - PB : Record personnel (personal best) - SB : Meilleure performance personnelle de la saison (season's best) - WL : Meilleure performance mondiale de l'année (world leader) - WJR : Record du monde junior (world junior record) - WR : Record du monde (world record) Circonstances et Conditions - DNF : N'a pas terminé (did not finish) - DNS : N'a pas pris le départ (did not start) - DQ : Disqualification (disqualification) - NM : Aucun essai valable enregistré (No Mark) - Q : Qualifié « directement » au prochain tour (ou à la prochaine compétition), lors d'une compétition majeure, grâce au classement ou à la réalisation des minima (automatic qualifier) - q : Qualifié au prochain tour (ou à la prochaine compétition), lors d'une compétition majeure, grâce au repêchage ou à la réalisation de l'une des meilleures performances parmi celles des « non qualifiés directement » (grâce au meilleur temps ou à la meilleure distance par exemple) (secondary qualifier) |                                                                                                  |                                                                                                   | |

## Tableau des médailles
| Rang  | Nation             | Or | Argent | Bronze | Total |
| ----- | ------------------ | -- | ------ | ------ | ----- |
| 1     | Union soviétique   | 15 | 14     | 12     | 41    |
| 2     | Allemagne de l'Est | 11 | 8      | 10     | 29    |
| 3     | Grande-Bretagne    | 4  | 2      | 4      | 10    |
| 4     | Italie             | 3  | 0      | 1      | 4     |
| 5     | Pologne            | 2  | 4      | 1      | 7     |
| 6     | Éthiopie           | 2  | 0      | 2      | 4     |
| 7     | Cuba               | 1  | 2      | 1      | 4     |
| 8     | Tchécoslovaquie    | 0  | 2      | 0      | 2     |
| 8     | Tanzanie           | 0  | 2      | 0      | 2     |
| 10    | Finlande           | 0  | 1      | 1      | 2     |
| 10    | Bulgarie           | 0  | 1      | 1      | 2     |
| 12    | Australie          | 0  | 1      | 0      | 1     |
| 12    | Pays-Bas           | 0  | 1      | 0      | 1     |
| 12    | Espagne            | 0  | 1      | 0      | 1     |
| 15    | Jamaïque           | 0  | 0      | 2      | 2     |
| 16    | Brésil             | 0  | 0      | 1      | 1     |
| 16    | France             | 0  | 0      | 1      | 1     |
| TOTAL |                    |    |        |        |       |